# 우암상가아파트 붕괴 사고
우암상가아파트 붕괴 사고는 1993년 1월 7일 01시 13분 경, 청주시 우암동 (현 청원구 우암동) 우암상가아파트가 붕괴되어 사망자 28명과 부상자 48명 및 이재민 370여 명이 발생한 사고다.
붕괴사고 당시 구조된 주민은 176명이었다. 또한 아파트복합건물 4/1층 9,090.12m2가 붕괴됨으로써 약 9억 원 정도의 재산피해가 발생하였다. 이 사고는 1970년 4월의 와우아파트 붕괴 참사 이후 붕괴 사고로는 역대 두 번째인 대형참사였다.

## 사고 원인
- 당초 지하 1층, 지상 3층으로 허가 후 건물을 시공하면서 자금난으로 건축업자가 3회 이상 경질되었고 그 때마다 기초구조 변경 없이 4층 및 옥탑증축 등 무리한 설계 변경 실시
- 굵고 푸석한 황색 자갈 등의 불량골재 사용 및 콘크리트 구조체에 나무조각 등 이물질 다량 함유
  - 시료분석 결과 평균 압축강도가 규정강도인 150kg/cm2에 훨씬 미달한 112.9kg/cm2 측정
- 해당 건축물 건축에 사용한 철근의 굵기에 따른 주근 간격기준이 3.3cm가 되어야 하지만 2.3cm로 미달됨
- 늑근간격 기준이 45cm 이하여야 함에도 불구하고 간격이 붙어 있거나 지나치게 떨어짐
- 내화피복 두께기준이 3cm이어야 함에도 불구하고 철근이 노출되거나 1.7∼2cm로 기준미달

## 같이 보기
- 와우아파트 붕괴 참사
- 삼풍백화점 붕괴 사고

## 참고
- MBC 20년뉴스
- 네이버 디지털 아카이브 보관됨 2019-03-20 - 웨이백 머신